# John Zamberlin
John G. Zamberlin (Tacoma, 13 de febrero de 1956) es un exjugador estadounidense de fútbol americano que ocupaba la posición de linebacker en la Liga Nacional de Fútbol —en inglés: National Football League—; estuvo activo entre 1979 y 1984. Posteriormente se ha desempeñado como entrenador en varios equipos universitarios.

## Carrera
Jugó fútbol americano universitario en la Pacific Lutheran University, siendo reclutado por los New England Patriots en el Draft de la NFL de 1979 en la 135.ª posición de la quinta ronda; jugó en este equipo hasta el año 1987. Jugó en este equipo desde su debut hasta 1982, para posteriormente militar en los Kansas City Chiefs entre 1983 y 1984.
Tras finalizar su carrera profesional como jugador, optó por trabajar como director técnico en varios equipos universitarios, entre los que se encuentran las filas de la Central Washington University (1997 - 2006) y la Idaho State University (2007 - 2010). Tras ocupar el puesto de director asistente en la Weber State University, pasa a la misma posición en los Hamilton Tiger-Cats.
En el año 2004 fue premiado como el entrenador del año por la Great Northwest Athletic Conference, mientras ocupaba tal posición en la Central Washington University.

### Estadísticas

#### Temporada regular
|                                    |      |   |            |        |        |   |     |           | Sacks y Tackles | Sacks y Tackles | Sacks y Tackles | Intercepciones defensivas | Intercepciones defensivas | Intercepciones defensivas |
| Rk                                 | Año  | # | Fecha      | Edad   | Equipo |   | Op  | Resultado | Sk              | Tkl             | Ast             | Int                       | Yds                       | TD                        |
| ---------------------------------- | ---- | - | ---------- | ------ | ------ | - | --- | --------- | --------------- | --------------- | --------------- | ------------------------- | ------------------------- | ------------------------- |
| 1                                  | 1981 | 7 | 18-10-1981 | 25-247 | NWE    |   | HOU | T 38-10   | 0.0             | 0               | 0               | 1                         | 11                        | 0                         |
|                                    |      |   |            |        |        |   |     |           |                 |                 |                 |                           |                           |                           |
| 2                                  | 1982 | 5 | 05-12-1982 | 26-295 | NWE    | @ | CHI | D 13-26   | 1.0             | 0               | 0               | 0                         | 0                         | 0                         |
|                                    |      |   | 2 juegos   |        |        |   |     |           | 1.0             | 0               | 0               | 1                         | 11                        | 0                         |
| Fuente: pro-football-reference.com |      |   |            |        |        |   |     |           |                 |                 |                 |                           |                           |                           |

#### Defensas y Fumbles
|                                    |      |        |      |     |    |    |     | Intercepciones defensivas | Intercepciones defensivas | Intercepciones defensivas | Intercepciones defensivas | Intercepciones defensivas | Fumbles | Fumbles | Fumbles | Fumbles | Fumbles | Tackle | Tackle |      |          |
| Año                                | Edad | Equipo | Pos  | No. | G  | GS | Sk  | Int                       | Yds                       | TD                        | Lng                       | PD                        | FF      | Fmb     | FR      | Yds     | TD      | Tkl    | Ast    | Sfty | Promedio |
| ---------------------------------- | ---- | ------ | ---- | --- | -- | -- | --- | ------------------------- | ------------------------- | ------------------------- | ------------------------- | ------------------------- | ------- | ------- | ------- | ------- | ------- | ------ | ------ | ---- | -------- |
| 1979                               | 23   | NWE    | lb   | 54  | 16 | 1  |     |                           |                           |                           |                           |                           |         |         |         |         |         |        |        |      | 2        |
| 1980                               | 24   | NWE    | RILB | 54  | 16 | 13 |     |                           |                           |                           |                           |                           |         |         |         |         |         |        |        |      | 6        |
| 1981                               | 25   | NWE    | lb   | 54  | 16 | 1  |     | 1                         | 11                        | 0                         | 11                        | 0                         | 0       | 0       | 1       | 0       | 0       |        |        |      | 2        |
| 1982                               | 26   | NWE    |      | 54  | 8  | 0  | 1.0 |                           |                           |                           |                           |                           |         |         |         |         |         |        |        |      | 1        |
| 1983                               | 27   | KAN    | lb   | 61  | 14 | 3  |     |                           |                           |                           |                           |                           |         |         |         |         |         |        |        |      | 2        |
| 1984                               | 28   | KAN    | LILB | 56  | 8  | 7  |     |                           |                           |                           |                           |                           |         |         |         |         |         |        |        |      | 3        |
| Carrera                            |      |        |      |     | 78 | 25 | 1.0 | 1                         | 11                        | 0                         | 11                        | 0                         | 0       | 0       | 1       | 0       | 0       |        |        |      | 16       |
| Fuente: pro-football-reference.com |      |        |      |     |    |    |     |                           |                           |                           |                           |                           |         |         |         |         |         |        |        |      |          |